# Znaki niealfabetyczne

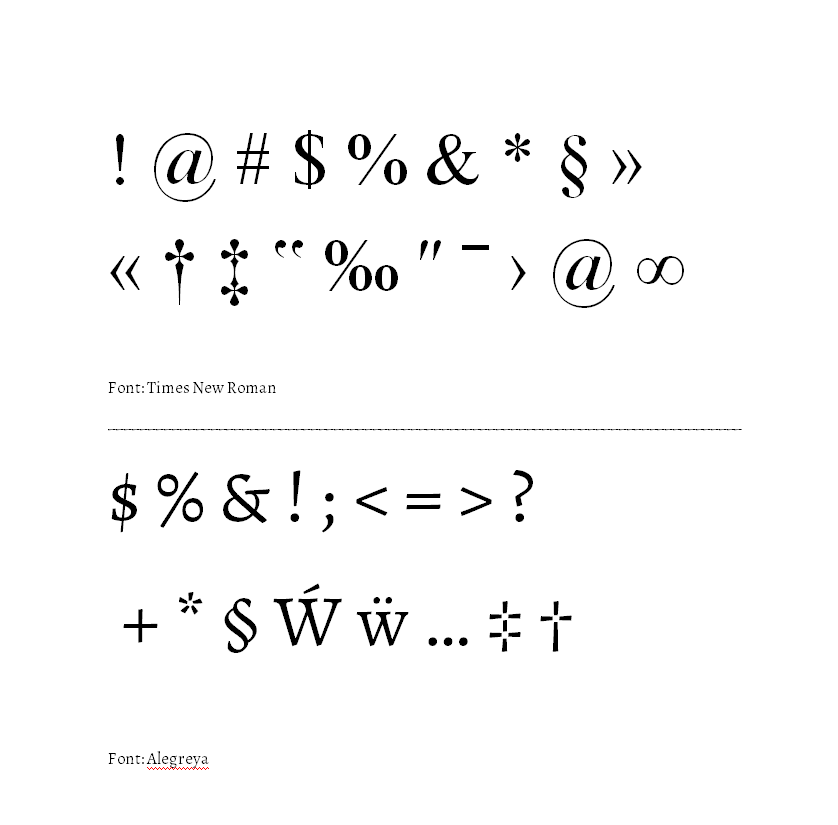
Zestaw przykładowych znaków niealfabetycznych fontu Times New Roman oraz fontu Alegreya

Znaki niealfabetyczne (ang. analphabetic symbols) – system znaków graficznych formalnie nie należących do alfabetu, ale będących jego uzupełnieniem. Podział znaków niealfabetycznych zależy przede wszystkim od funkcji, jaką pełnią. Wśród nich można wyróżnić znaki interpunkcyjne, znaki diakrytyczne oraz znaki pełniące funkcje odsyłaczy czy skrótów.
Za najstarszy znak niealfabetyczny uznaje się kropkę środkową, wydzielającą wyrażenia i skróty. Jej tradycja sięga starożytnej Grecji, a później starożytnego Rzymu. Obecnie wykorzystywana jest w spisach, nagłówkach czy materiałach naukowych. Późniejszymi odmianami kropki środkowej są inne, dziś niezbędne, znaki interpunkcyjne: przecinek ( , ), dwukropek ( : ), ukośnik ( / ), dywiz ( - ) czy myślnik ( –, — ).
Łacińskie zestawy ISO (określone przez Międzynarodową Organizację Normalizacyjną), będące normą dla większości projektantów fontów w Europie i Ameryce Północnej, zawierają około trzy razy więcej znaków niealfabetycznych, w porównaniu do ilości liter alfabetu. Wśród tej ogromnej liczby znajdują się takie znaki jak:
- logogramy wykorzystywane w publikacjach handlowych i prawniczych: małpa ( @ ), dolar ( $ ), procent ( % ), kratka numeryczna ( # );
- symbole matematyczne: znak mnożenia ( × ), promil ( ‰ ), znak nieskończoności ( ∞ );
- znaki diakrytyczne: akut (Ć, Ń, Ź), grawis (Ì, È, Ò), cyrkumfleks (Ŷ, Ŵ), tylda ( ~ ), umlaut (Ӧ, Ӓ), różnego rodzaju ogonki (np. Ą,Ę);
- znaki przestankowe (znaki regulujące linearną konstrukcję tekstu): kropka ( . ), przecinek ( , ), nawiasy występujące w różnych wariantach np. nawias kwadratowy( [ ] ), apostrof ( ' );
- znaki wyróżnień (służą jako sygnalizator zmieniającej się wymowy tekstu): cudzysłów występujący w różnych odmianach, np. cudzysłów francuski ( «» ), wykrzyknik ( ! ), znak zapytania ( ? );
- znaki odniesienia: asterysk, potocznie nazywany gwiazdką ( * ), obelisk ( † ),  znak paragrafu ( § )[3].

Odmiennym znakiem niealfabetycznym jest etka ( & ), ponieważ nie jest ani literą, ani znakiem alfabetycznym – w praktyce zecerskiej mówi się o niej jako o pojęciowej ligaturze, powstałej przy częstym użyciu łacińskiego spójnika et. Współcześnie zastępuje symbol „+”, stanowiąc połączenie, np. w znakach firmowych.
Niektóre ze znaków niealfabetycznych występują w kilku wariantach – ich użycie uzależnione jest przede wszystkim od kontekstu i konkretnej tradycji danego języka.